# Lekartów
Lekartów (deutsch Lekartow, 1936–1945 Mettich) ist ein Ort in der Landgemeinde Pietrowice Wielkie (Groß Peterwitz) im Powiat Raciborski der Woiwodschaft Schlesien in Polen.

## Geografie

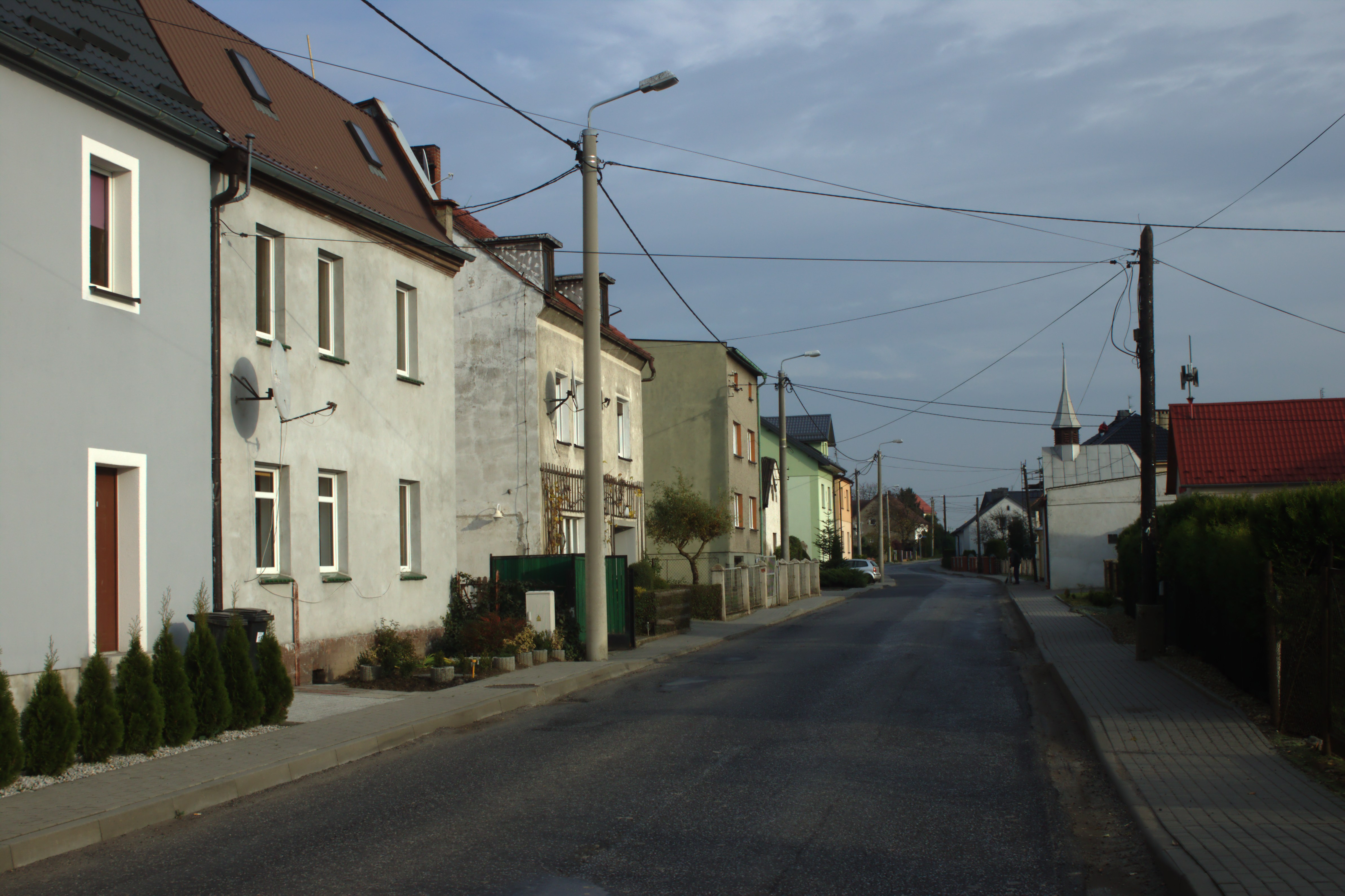
Ortsbild

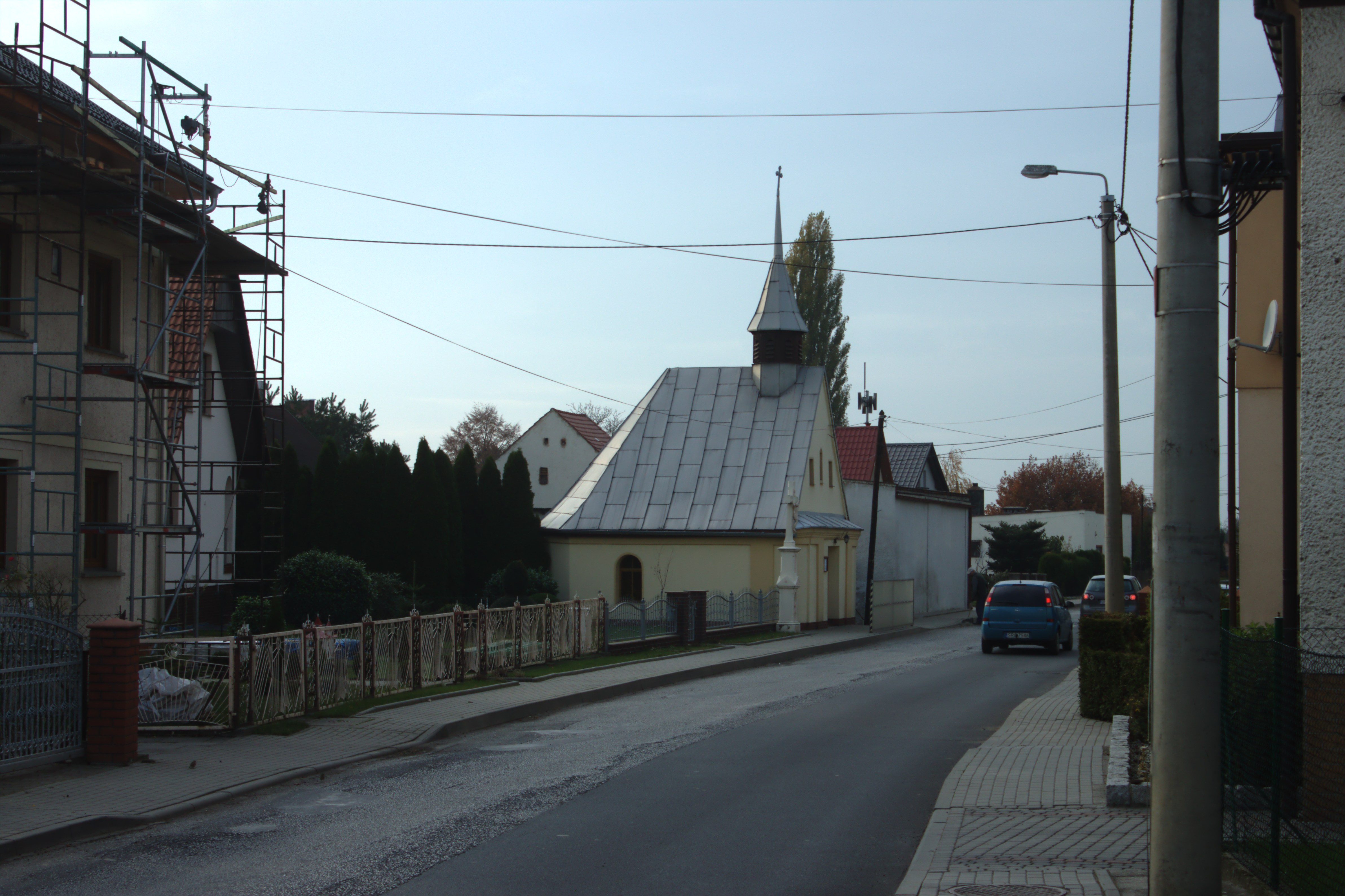
Wegkapelle

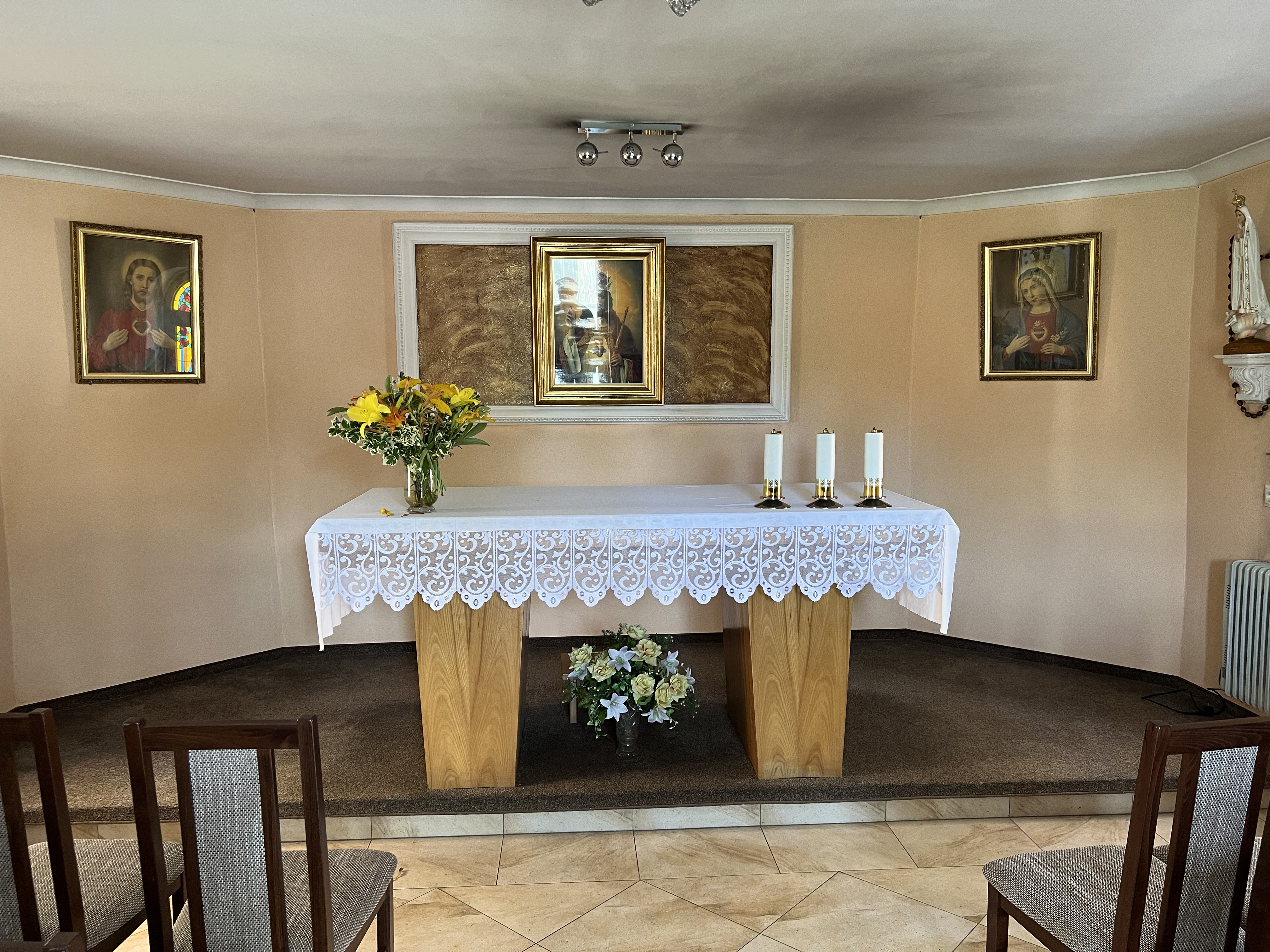
Innenansicht der Wegkapelle

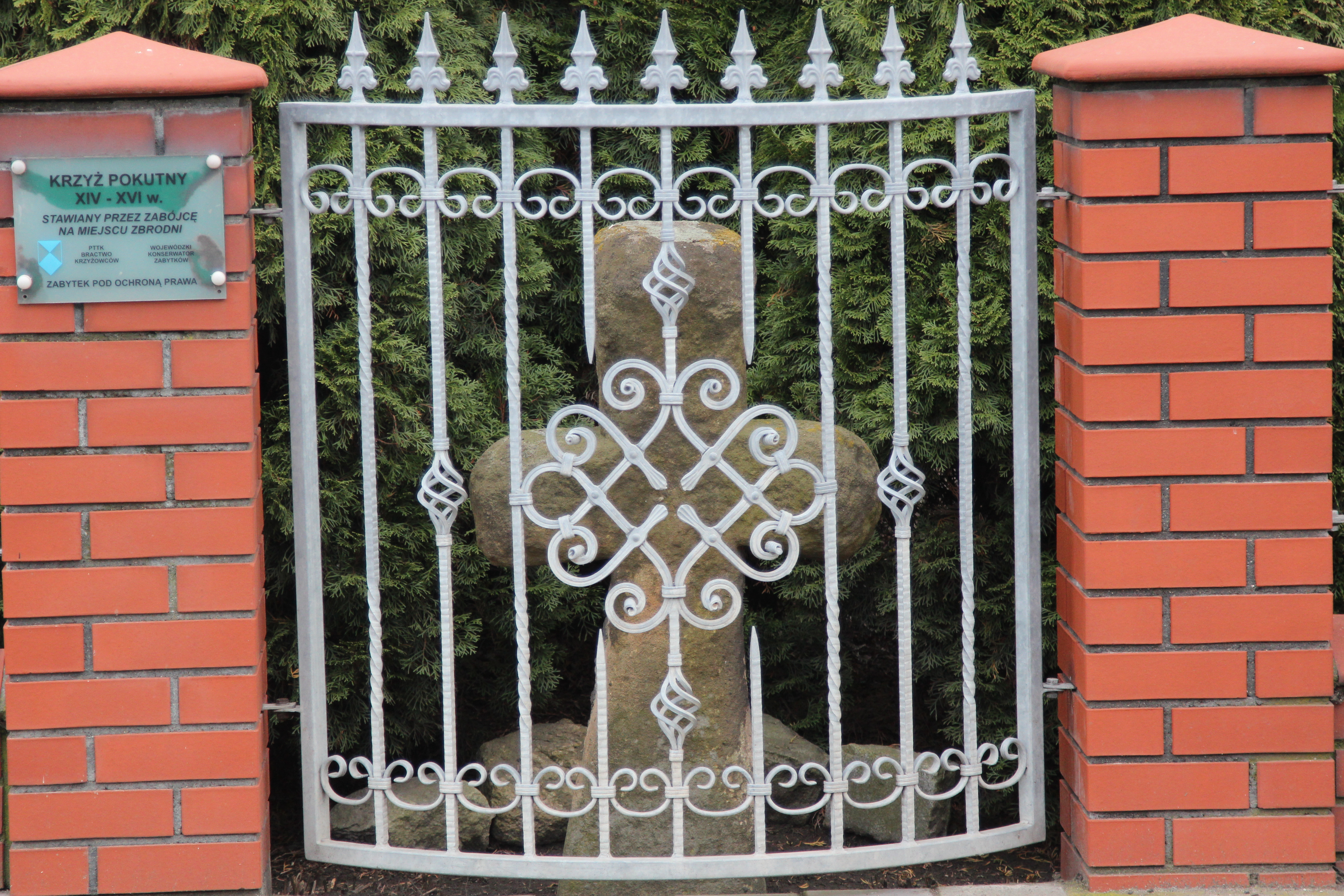
Sühnekreuz

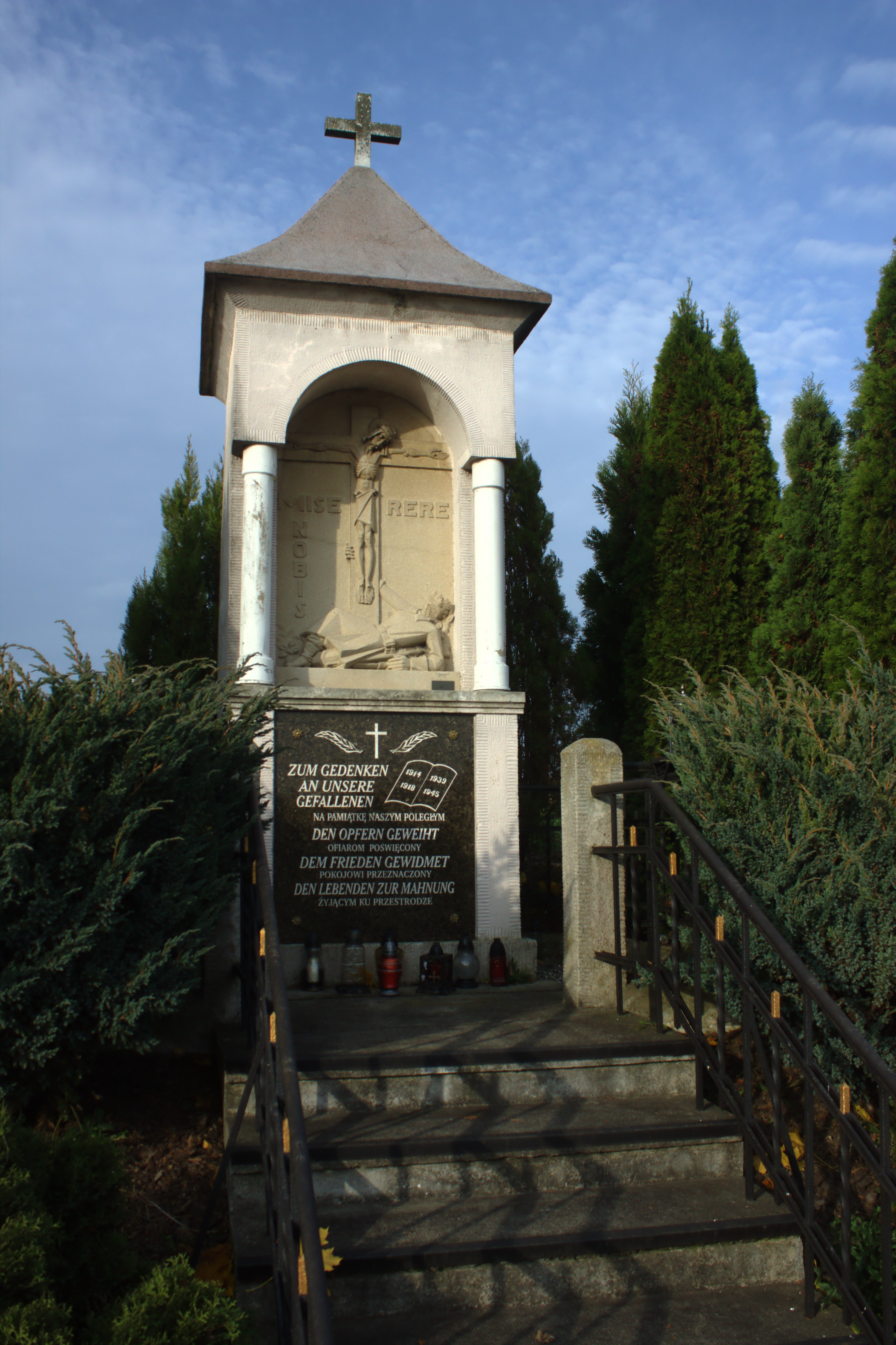
Gefallenendenkmal

Lekartów liegt fünf Kilometer südöstlich von Pietrowice Wielkie (Groß Peterwitz), acht Kilometer westlich von Racibórz (Ratibor) und 66 Kilometer westlich von Kattowitz in der Nähe der Landesgrenze zu Tschechien.

## Geschichte
Der Ort entstand spätestens im 15. Jahrhundert. 1445 wurde er erstmals urkundlich erwähnt. Von 1625 bis 1796 gehörte das Dorf zur Herrschaft Kornitz.
Der Ort wurde 1784 im Buch Beytrage zur Beschreibung von Schlesien als Lekarkow (eventuell Schreibfehler statt Lekartow) erwähnt, gehörte einem Grafen von Bernini und lag im Fürstentum Ratibor. Damals hatte er ein Vorwerk mit dem Namen Ottig, zehn Bauern und neun Gärtner. 1865 hatte Lekartow einen Erbrichter, vier Halbbauern, zwölf Gärtnerstellen und 24 Häuslerstellen. Die Schule befand sich in Janowitz.
Bei der Volksabstimmung in Oberschlesien am 20. März 1921 stimmten vor Ort 211 Wahlberechtigte für einen Verbleib Oberschlesiens bei Deutschland und 53 für eine Zugehörigkeit zu Polen. Lekartow verblieb nach der Teilung Oberschlesiens beim Deutschen Reich. 1936 wurde der Ort im Zuge einer Welle von Ortsumbenennungen der NS-Zeit in Mettich umbenannt. Bis 1945 befand sich der Ort im Landkreis Ratibor.
Innenansicht der Wegkapelle 1945 kam der bis dahin deutsche Ort unter polnische Verwaltung und wurde anschließend der Woiwodschaft Schlesien angeschlossen und ins polnische Lekartów umbenannt. 1950 kam der Ort zur Woiwodschaft Oppeln. 1975 kam der Ort zur Woiwodschaft Kattowitz. 1999 kam der Ort zum wiedergegründeten Powiat Raciborski und zur Woiwodschaft Schlesien.

## Bauwerke und Denkmale
- Kapelle von 1820 mit einer barocken Figur von Johannes dem Täufer im Inneren.[5][6]
- Sühnekreuz
- Steinernes Wegkreuz von 1904
- Gefallenendenkmal

## Belege
1. ↑  Website der Gemeinde
2. ↑  Friedrich Albert Zimmermann: Beyträge zur Beschreibung von Schlesien, Band 3, Brieg 1784
3. ↑  Felix Triest: Topographisches Handbuch von Oberschlesien, Breslau 1865
4. ↑  Ergebnisse der Volksabstimmung in Oberschlesien von 1921: Literatur, Tabelle in digitaler Form
5. ↑  Zabytki powiatu raciborskiego (Memento des Originals vom 30. April 2021 im Internet Archive)  Info: Der Archivlink wurde automatisch eingesetzt und noch nicht geprüft. Bitte prüfe Original- und Archivlink gemäß Anleitung und entferne dann diesen Hinweis.
6. ↑  naszlaku.com